# Rhein-Maasländisch

Lage des Rhein-Maasländischen

Rhein-Maasländisch oder Rheinmaasländisch (niederländisch: Maas-Rijnlands) ist die moderne Bezeichnung für eine zum niederfränkischen Dialektkontinuum gehörende Sprachform, die im Rhein-Maas-Dreieck verwendet wurde und seit dem 12. Jahrhundert eine große Bedeutung als regionale Schreibsprache für mittelalterliche Literatur (Minneromane), Rechtstexte und Chroniken gewann.
Erst 1992 kam für das Rhein-Maas-Delta der von Arend Mihm geprägte Begriff „Rheinmaasländisch“ auf, womit vonseiten der Germanistik und der Niederlandistik die umstrittene Frage umgangen wurde, ob die so bezeichneten Schreibsprachen des Mittelalters und der frühen Neuzeit „niederländisch“ oder „deutsch“ seien.

## Begriffsherkunft
Der Begriff „Rheinmaasländisch“ – analog zu „Ijsselländisch“ – wurde 1992 vom Germanisten Arend Mihm eingeführt, um für die deutschen und niederländischen Dialekte der Grenzgebiete einen neutralen und ideologisch unbelasteten Fachbegriff zu haben. Schnell setzte sich erster innerhalb der Literaturwissenschaft durch, sodass es inzwischen Usus ist, sie auch in modernen Werken der Germanistik und Niederlandistik zu verwenden.
Doch einige Autoren wie Claus Jürgen Hutterer (Die germanischen Sprachen) und Werner König (dtv-Atlas zur deutschen Sprache) benennen diese Sprachform bis heute nicht, sondern handeln sie unter dem Kapitel „Mittelniederländisch“ ab.

## Geographisches Verbreitungsgebiet
Als Grenzlinien des Rhein-Maasländischen werden in der Niederlandistik und der Germanistik drei Isoglossen herangezogen: Im Westen die Diest-Nijmegen-Linie oder „houden-halten-Linie“, im Südosten die Benrather Linie oder „maken-machen-Linie“ und im Nordosten die Rhein-Ijssel-Linie oder Einheitsplurallinie. Erstere grenzt das Rhein-Maasländische von den brabantischen, Zweitere von den ripuarischen und Letztere von den westfälischen Dialekten ab. Im Süden wird es durch die germanisch-romanische Sprachgrenze vom Wallonischen begrenzt.

## Schriftsprache und Mundarten
Um Irrtümern vorzubeugen: Bei Rhein-Maasländisch handelt es sich um eine reine Schriftform (geschriebene Sprache), um eine Kanzleisprache bzw. um eine Verkehrssprache der gehobenen Stände für Erlasse, Verordnungen und offizielle Briefwechsel. Diese galt im östlichen niederfränkischen Sprachraum, war aber von den gesprochenen niederrheinischen Mundarten abzugrenzen. Wie auch neben den in „Amtsdeutsch“ verfassten Schriften heutzutage existierten auch im Mittelalter neben der Schriftsprache regionale und örtliche niederfränkische Dialekte, die sich im Spätmittelalter zu den noch in der Neuzeit beiderseits der deutsch-niederländischen Grenze sich ähnelnden Mundarten entwickelten.

## Ablösung von Latein
Rhein-Maasländisch löste allmählich das bis dahin für Erlasse vorrangig benutzte Latein ab. In Ermangelung orthographischer und grammatikalischer Regeln variierte die Schreibweise von Ort zu Ort und von Schreiber zu Schreiber; dieselben Stadtschreiber änderten im Laufe der Zeit ihre Schreibweisen, was z. B. der Sprachforscher Georg Cornelissen in seinem Buch „Kleine niederrheinische Sprachgeschichte“ anhand von Beispielen aus Städten der Region beschrieben hat.
Während im geldrisch-klevischen Raum – aufgrund historischer  Regionalgrenzen nach der Reichsneuordnung durch Kaiser Karl V. – die Schriftsprache tendenziell eher dem heutigen Niederländischen ähnelte, war in den weiter südlich gelegenen Gebieten der Einfluss des aus dem kurfürstlichen Köln sich ausbreitenden „Ripuarischen“ spürbar.

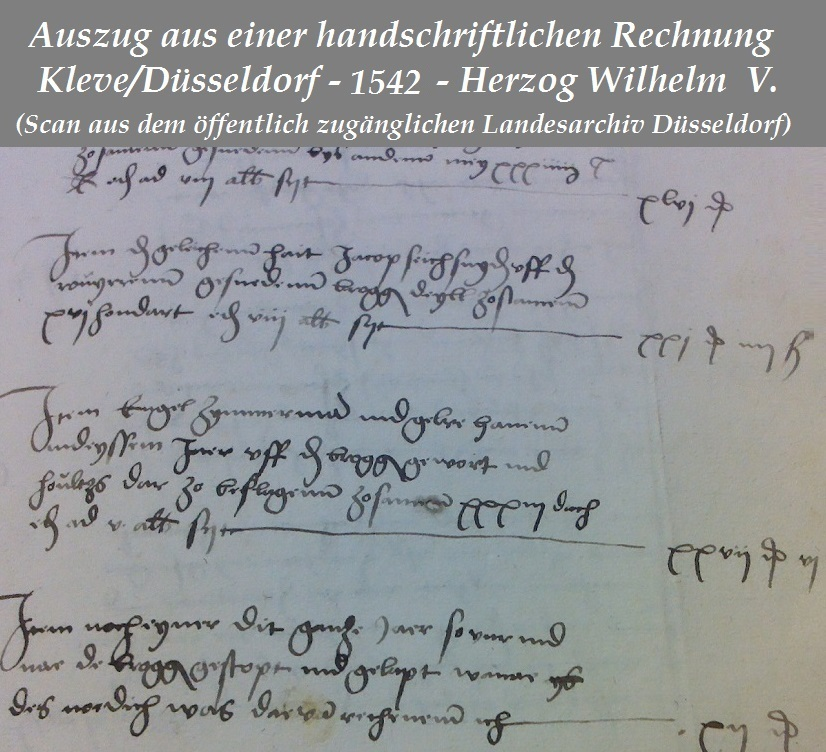
Handschrift anno 1542 Herzog Wilhelm V. von Kleve

## Textbeispiele
Die folgenden Textauszüge lassen unschwer die „Nähe“ des Rhein-Maasländischen zum heutigen Niederländischen wie zu dem am deutschen Niederrhein gesprochenen Platt erkennen:
- Aus einem Bündnisbrief des Jahres 1364 des Grafen von Kleve an die Herzöge von Brabant, Jülich und die Stadt Aachen (einsehbar im öffentlichen Landesarchiv Düsseldorf):[7]

An dyn gheswaren des verbunts der hertoghen van Brabant, van Guilighe ind der stat van Aken onsen gůeden vrynden. Wi Greve van Cleve begheren u teweten, gůede vrynde, op uwen brief in den ghii ons scryvet van den verbonde, dat uwe heren die … hertoghen van … Brabant end van Guiligh, dye stat van Aicken end die ridderscaff ghemaickt hebben omme noytsaken (nötige Angelegenheiten) wille van alrehande unbescheit, die in den landen gheschien, end mede van heren Walraven onsen neve, heren van Borne, dat her Walraven, onse neve, in langhen tiiden by ons niet gheweest en is, doch soe wovere he by ons queme (kam), woude wi gerne oen berichten end onderwiisen nae onsen vermoeghen, dat he bescheit neme end gheve van onsen lieven heren den hertoghe van Brabant. Voert guede vrynde want ghii scryvet van alrehande misdedighen luden sich the onthalden weder end wert in den landen, en is ons nyet kůndich; kůnden wi doch daer einghe waerheit af vernemen, of uytgheghaen, daer soude wi gerne na onsen vermoghen also besceidelich iin doen, dat ghiit mit gůede nemen soudt. Oeck soe siin wi van daer baven vast aenghetast end ghebrant, daer wi doch die waerheit claerlich nyet aff enweten, van wylken steden of sloeten ons dat gheschiet sii. Got bewaer u guede vrynde altoys. Geg. tot Cleve op den Goedesdach na sent Lucien dagh.
| Duisburger Mundart | Niederländisch | Deutsch |
| --- | --- | --- |
| In den selven jair op den XVden dach yn den Aprijl, ende was doe des goedesdachs nae Paischen, van den goedesdach op den donredach yn der nacht, wastz soe calt, dat alle vruchten van allen boemen, van eyckelen, van noethen, van kyrssen, van proemen, van appelen etc. neyt uytgescheyden vervroren ende verdorven, want sy stoenden yn oeren voellen blomen. Item alle die vynstocken vervroren ende verdorven, off sy verbrant gewest weren. Ende dair geschach groeten verderflicke schade. | In het zelfde jaar op de XVde dag in April, en het was de woensdag na Pasen, van de woensdag op de donderdag in de nacht, was het zo koud, dat alle vruchten van alle bomen, van eikelen, van noten, van kersen, van pruimen, van appelen etc. niets uitgezonderd bevroren en verdorven, want zij stonden in hun volle bloemen. Item alle wijnstokken bevroren en verdorven, alsof zij verbrand geweest waren. En daar gebeurde grote verderfelijke schade. | Im selben Jahr am XVten Tag in dem April, und es war die Mittwoch nach Ostern, von der Mittwoch auf dem Donnerstag in der nacht, war es so kalt, dass die Früchte aller Bäume, von Eicheln, von Nüssen, von Kirschen, von Pflaumen, von Äpfeln etc. nichts ausgenommen erfroren und verdorben, weil sie standen in voller Blüte. Item alle Weinstöcke erfroren und verdorben, als ob sie verbrennt waren. Und da geschah größer verderblicher Schaden. |

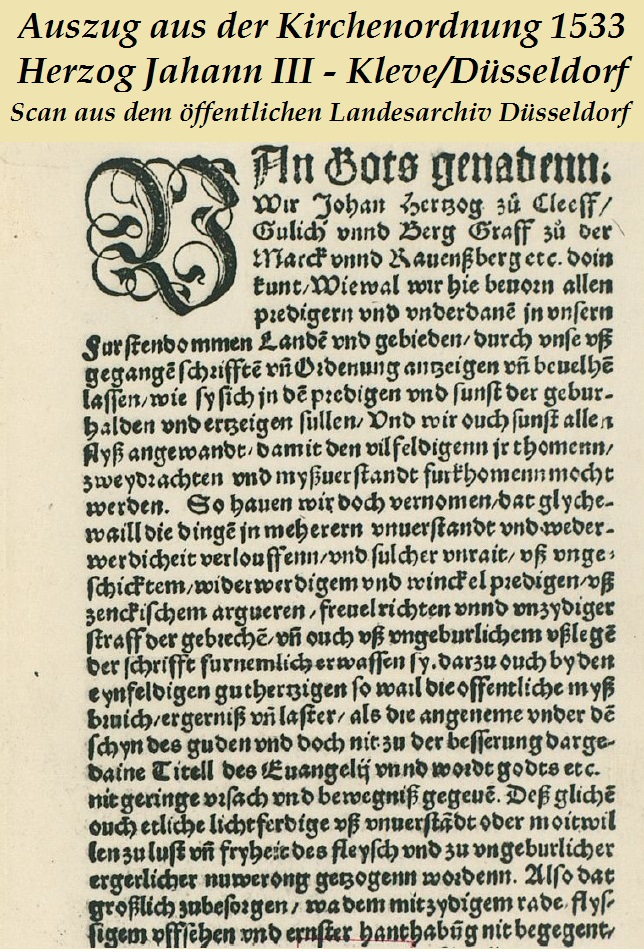
Druckschrift anno 1533 Herzog Johann III von Kleve

- Aus der Zeit ab dem 14. Jahrhundert gibt es aus der Herrlichkeit Hüls (Ortsteil von Krefeld) überlieferte Dokumente, die sich aber durchaus von der gesprochenen Sprache, dem örtlichen Hölsch Plott, unterscheiden. Hier der Auszug aus einer Erbteilung im Jahre 1363 zwischen den Rittern Matthias von Hüls und seinen Brüdern Geldolf und Johann: [9]

Ich Mathys van Hulß, Herren Walravens Soen…doen kundt und kendlich allen Luiden onder mynem Siegel…dat ich mit volcomenen Rade ind Wille miner maege ind geleken mit Geldolp ind mit Johan, minen Broederen…so waer ind so wat kunne rechten gelegen sien, die my van minem Vader angestorven sien ind hierna von miner Moder Frouwe Stynen van Hulß ansterven ind fallen moegen na oeren Dode …

## Verwendete Schriftarten
Niedergeschrieben wurden die handschriftlichen Dokumente in einer vom jeweiligen Schreiber personalisierten Kurrentschrift. Auf alten Rechnungen ist außerdem festzustellen, dass bis ins 16. Jahrhundert keine – heute gebräuchlichen – „arabischen“ Ziffern, sondern die alte, aus Buchstaben bestehende römische Zahlschrift benutzt wurde (Buchstabenfolgen für Zahlen – die Zahl „0“ war unbekannt; sie wurde erst durch Adam Ries eingeführt). Diese lateinischen Zahlen erscheinen uns heute handschriftlich „verfremdet“, so dass sie, wie die Handschriften selbst, für Ungeübte kaum lesbar oder verständlich erscheinen.
Für gedruckte Veröffentlichungen wurde die Schriftart Textura verwendet, wie sie in spätmittelalterlichen Dokumenten zu finden ist, ab dem 16. Jahrhundert auch die ihr ähnliche Fraktur.

## Stellung innerhalb des Niederfränkischen
Während sich das Standardniederländische über mehrere Sprachstufen (Altniederländisch, Mittelniederländisch und Neuniederländisch) und das aus dem Neuniederländischen entstandene Afrikaans zu National- und Schriftsprachen entwickelten, traten ab dem 18. Jahrhundert die niederfränkischen Dialekte auf deutschem Gebiet zugunsten des Niederländischen zurück. So galt der deutsche Niederrhein lange Zeit als niederländisches Sprachgebiet, obgleich von der damaligen Obrigkeit (vor allem des Königreiches Preußen) versucht wurde, dass Neuhochdeutsche als alleinige Schriftsprache zu etablieren.

## „Niederrheinischer Sprachkampf“
Mit der Etablierung des Neuniederländischen als Vorstufe des heutigen Niederländischen (16. Jahrhundert) ging die einstige Bedeutung des Rhein-Maasländischen am deutschen Niederrhein zurück: Zum einen wurde es zugunsten des Niederländischen aufgeben, was vor allem die ehemaligen Herzogtümer Kleve und Geldern betraf. Zum anderen geriet es vor allem an seinen Südgrenzen unter den Spracheinfluss des sich von Köln ausbreitenden Neuhochdeutschen: So hatte das Erzbistum Köln 1544 eine regionale Variante des Neuhochdeutschen als Verkehrssprache eingeführt. Diese zeigte schon recht bald ihre Auswirkung auf die Kanzleien u. a. in Moers, Duisburg und Wesel.  Allerdings konnte sich diese „hochdeutsche Schriftsprache“ in einigen Gebieten, z. B. im Geldrischen Oberquartier, aufgrund der Bindungen an die habsburgischen Nebenlande nur sehr langsam durchsetzen. Über einen längeren Zeitraum existierten in manchen Städten (u. a. in Geldern, Kleve, Wesel, Krefeld) Deutsch und Niederländisch nebeneinander und Erlasse wurde in beiden Schriftsprachen herausgegeben.
Ab dem 18. Jahrhundert war die sprachliche Trennung zwischen (deutschem) Niederrhein und (niederländischem) Maasgebiet endgültig abgeschlossen. Die jeweiligen Hoch- und Schriftsprachen gingen getrennte Wege. Gesprochene Mundarten überdauerten aber die neuen Grenzen und hielten sich bis in die Neuzeit.
Als der Niederrhein ab 1804 französisch wurde, führte Frankreich Französisch und Deutsch als Amtssprachen ein, was bei der Bevölkerung nicht gerade auf Gegenliebe stieß. Sie begann mit Hilfe der beiden großen Kirchen (römisch-katholische und reformierte Kirche) verbissen am Niederländischen festzuhalten und dieses errang in der Folgezeit wieder städtische Gebiete zurück, die es an das Deutsche verloren hatte. Das Bistum Münster indes forcierte (wie das gesamte Erzbistum Köln) jedoch das Deutsche, was die niederrheinischen Katholiken gegen das Erzbistum stellte. Innerhalb der Befürworter des Niederländischen bildeten sich zwei Fraktionen heraus, die mit der konfessionellen Gruppen identisch waren: Die Katholiken der ehemaligen Herzogtümer Kleve, Geldern und Jülich favorisierten eine flämisch-brabantische, die Reformierten eine brabantisch-holländische Variante.
Anno 1813/15 erhielt das Königreich Preußen seine niederrheinischen Gebiete arrondiert zurück und etablierte auch dort 1822 die Rheinprovinz. Offizielle Sprache der Rheinprovinz war allein das Deutsche und man begann vonseiten der Behörden, konsequent gegen den Gebrauch des Niederländischen vorzugehen. Doch existierte seit Mitte des 19. Jahrhunderts eine reichhaltige regionale und örtliche Mundartliteratur – nach persönlichen orthographischen Eigentümlichkeiten des jeweiligen Schreibers verfasst; außerdem wurden die niederrheinischen Dialekte zwischen Kleve und Düsseldorf in Mundartzirkeln und Theaterstücken gepflegt. Doch um etwa 1860 galt der „Eindeutschungsprozess“ als abgeschlossen, da das Niederländische nun bis auf minimale Reste verdrängt war. Dennoch blühte durch die „niederdeutsche Bewegung“, den norddeutschen „Sprachflügel“ der völkischen Bewegung, der auch das niederländische Sprachgebiet für sich einforderte, die mundartliche Dialektliteratur im seit jeher in den seltensten Fällen niederdeutschsprachigen Region Niederrhein auf.
So gibt es heute im Rhein-Maas-Dreieck zahlreiche kleinräumige und Ortsdialekte; nicht selten durchschneiden Mundartgrenzen die im Zuge regionaler Neuordnung neu gegliederten Stadtgebiete.

## Sachfremdes
1827 wurde beispielsweise auch der Gebrauch des Niederländischen im damaligen Regierungsbezirk Münster offiziell verboten und nur noch im beschränkten Rahmen als Kirchensprache der Altreformierten (Grafschaft Bentheim) zugelassen.
Rhein-Maasländisch stellt das Pendant zum Ijsselländischen dar, einer Sprachvariante des Niederdeutschen (Plattdeutschen), die im Overijsselgebiet beheimatet war und auf niedersächsischen Dialekten beruhte.
Dennoch ist zu beobachten, dass sich beide Varianten (Rheinmaasländisch und Ijsselländisch) in einem engen Dialekt- und Schreibsprachenkontinuum befanden, die auf beiden Seiten der Dialektgrenze (Einheitsplurallinie zwischen Westfälisch und Niederländisch) nahezu identisch waren.
Für das Gebiet der Overijssel kam der Begriff „Ostniederländisch“ auf.
Das Deutschniederländische war ein Konzept, das auch das „Ostniederländische“ umfassen sollte.